# Kvinnan utan nåd
Kvinnan utan nåd (originaltitel: The Little Foxes) är en amerikansk dramafilm från 1941 i regi av William Wyler. Det är en filmatisering av Lillian Hellmans pjäs The Little Foxes, som 1939 sattes upp på Broadway med Tallulah Bankhead i huvudrollen. Hellman skrev även filmmanuset. Från filmbolagets sida insisterade man på att Bette Davis skulle göra huvudrollen i filmversionen. Några av birollerna görs dock av samma skådespelare som i pjäsen. Filmen nominerades till nio Oscars, men vann inte i någon kategori. Bland nomineringarna kan nämnas bästa film, och bästa kvinnliga huvudroll (Bette Davis).

## Handling
Historien utspelar sig under tidigt 1900-tal i den amerikanska södern. Aristokraten Regina Hubbard Giddens (Bette Davis) är fast besluten att med alla medel ta del av både sin makes och sina två bröders förmögenheter.

## Rollista
- Bette Davis – Regina Giddens
- Herbert Marshall – Horace Giddens
- Teresa Wright – Alexandra Giddens
- Richard Carlson – David Hewitt
- Dan Duryea – Leo Hubbard
- Patricia Collinge – Birdie Hubbard
- Charles Dingle – Ben Hubbard
- Carl Benton Reid – Oscar Hubbard